# Навахас
Навахас, Навайшес (ісп. Navajas (офіційна назва), валенс. Navaixes) — муніципалітет в Іспанії, у складі автономної спільноти Валенсія, у провінції Кастельйон. Населення — 813 осіб (2010).

## Географія
Муніципалітет розташований на відстані близько 280 км на схід від Мадрида, 41 км на захід від міста Кастельйон-де-ла-Плана.

## Демографія
Динаміка населення (INE ):

## Галерея зображень

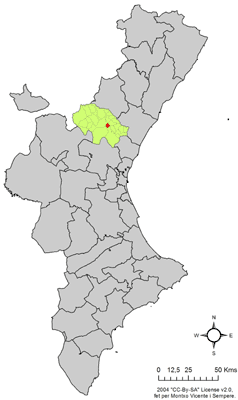
Розташування муніципалітету Навахас у автономній спільноті Валенсія
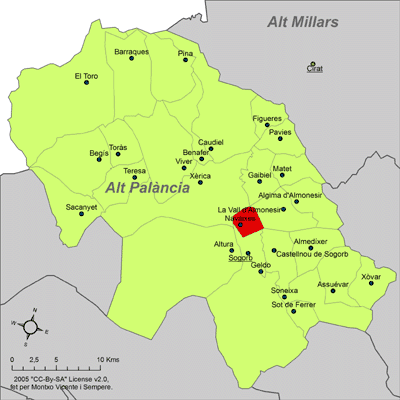
Розташування муніципалітету Навахас у комарці Альто-Палансія
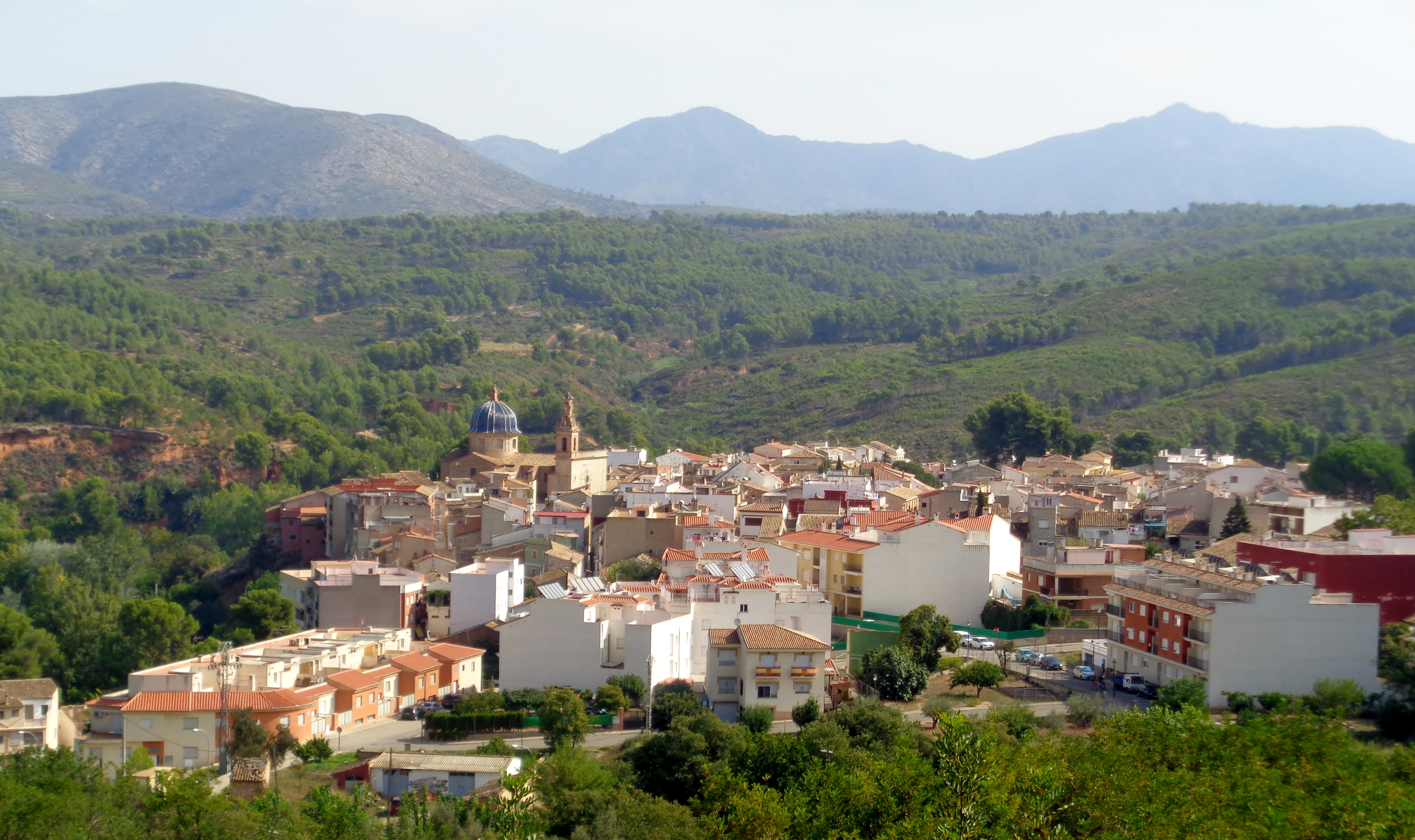
Панорама
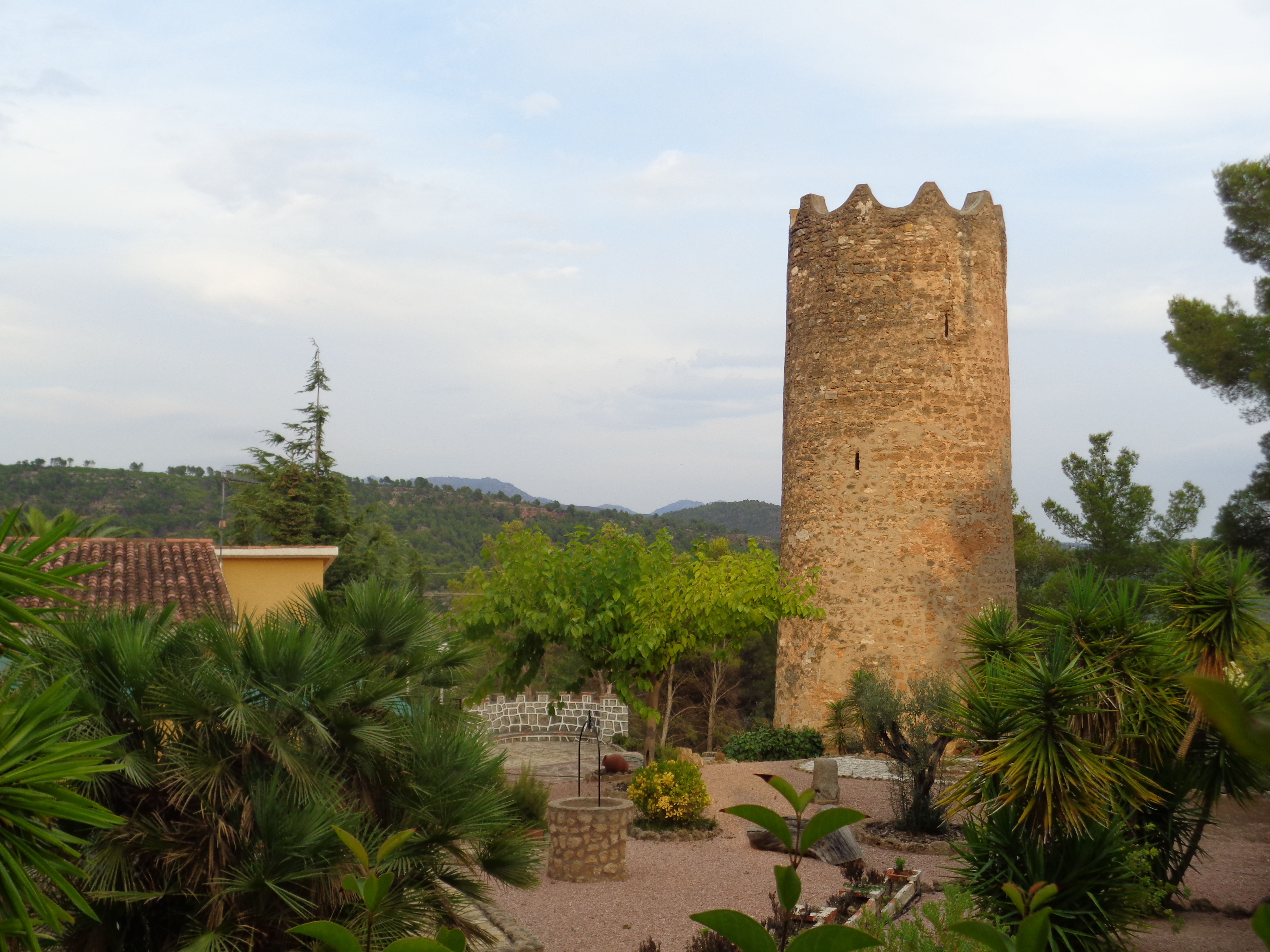
Вежа Альтоміра